# Ксаверово (Могилёвская область)
Ксаверово — деревня в составе Запольского сельсовета Белыничского района Могилёвской области Республики Беларусь.

## Географическое положение
Ближайшие населённые пункты: Аксеньковичи, Дальний, Пильшичи.